# Nea Roda
Nea Roda (gr. Νέα Ρόδα) – miejscowość w północnej Grecji, na początku półwyspu Athos, nad Morzem Egejskim, w administracji zdecentralizowanej Macedonia-Tracja, w regionie Macedonia Środkowa, w jednostce regionalnej Chalkidiki, w gminie Aristotelis, ok. 120 km na południe od Salonik. W 2011 roku liczyła 1153 mieszkańców.
Posiada własny port oraz infrastrukturę turystyczną. W 480 roku przed Chrystusem król Persji Kserkses I chciał przekopać tutaj kanał przez przylądek Athos. Skrajem miasteczka prowadzi droga krajowa nr 16 z Salonik do Uranupoli.